# Halszálka
A halszálka a csontos halak (Teleostei) izomzatában található vékony, csontos képződmény, alakja rendszerint villás (Y alakú). Anatómiailag nem a halak csontos vázának része, hanem a kötőszöveti hártyák elporcosodása, elcsontosodása útján alakult ki. Számuk halfajonként rendkívül eltérő lehet: egy-egy oldalon a fogassüllőnél 24, a kárásznál 81, a pontynál 97.
A gasztronómia nyelve és a közvélekedés a halak csontos vázának egyes részeit, a vékony, hegyes bordákat is halszálka, szálka néven ismeri. Ennek oka az, hogy a valódi halszálkák és a bordák egyként ronthatják a halételek élvezeti értékét. Irritálhatják a garatot és a nyelőcsövet, rosszabb esetben pedig el is akadhatnak az emésztőcsatornában.